# Matrimillas (película)
Matrimillas es una película de comedia romántica argentina de 2022, dirigida por Sebastián De Caro. Está protagonizada por Luisana Lopilato, Juan Minujín, Cristina Castaño. La película se estrenó el 7 de diciembre de 2022 por Netflix.

## Sinopsis
Una pareja en crisis encuentra la solución para salvar su relación: una app para sumar y restar millas según sus gestos hacia el otro. Pero lo que empieza como un juego se convierte en caos y descontrol. El título -que une las palabras “matrimonio” y “millas”, como el beneficio de las aerolíneas- hace referencia a una dinámica particular en las relaciones amorosas, que consiste en sumar y restar puntos en la convivencia, con el objetivo de obtener una suerte de crédito por buen comportamiento, para después disfrutar de beneficios o favores a cambio.
Es así que la trama de la cinta sigue a Minujín y Lopilato como una pareja joven con dos hijos, que hace tiempo transitan una crisis y parecen haber agotado todas las instancias y alternativas para poder resolver sus problemas.

## Reparto
- Luisana Lopilato como Belén
- Juan Minujín como Fede
- Cristina Castaño como Milán
- Andrea Rincón como Juana
- Paloma Contreras como Gala
- Julián Lucero como Gonza
- Santiago Gobernori como Renato
- Vicente Archain como Toto
- Aylén Malisani como Mica
- Betiana Blum como Alicia
- Hernán Montenegro[4] como él mismo
- Juan Tupac Soler como Orson